# Bonou
Bonou is een van de 77 gemeenten (communes) in Benin. De gemeente ligt in het zuidoostelijke departement Ouémé en telt 29.656 inwoners (2002).